# Дискографія Джастіна Бібера
Дискографія канадського співака Джастіна Бібера налічує 5 студійних альбомів, 3 компіляційні альбоми, три реміксові альбоми, 7 мініальбомів, 40 синглів (у тому числі шістнадцять як провідний виконавець) та сім промосинглів.

## Альбоми

### Студійні альбоми
| Назва               | Деталі | Найвищі позиції в чартах | Найвищі позиції в чартах | Найвищі позиції в чартах | Найвищі позиції в чартах | Найвищі позиції в чартах | Найвищі позиції в чартах | Найвищі позиції в чартах | Найвищі позиції в чартах | Найвищі позиції в чартах | Найвищі позиції в чартах | Продажі                                                         | Сертифікації |
| Назва               | Деталі | CAN                      | AUS                      | DEN                      | FRA                      | GER                      | NL                       | NZ                       | SWE                      | UK                       | US                       | Продажі                                                         | Сертифікації |
| ------------------- | --- | ------------------------ | ------------------------ | ------------------------ | ------------------------ | ------------------------ | ------------------------ | ------------------------ | ------------------------ | ------------------------ | ------------------------ | --------------------------------------------------------------- | --- |
| My World 2.0        | - Випущено: 19 березня 2010 - Лейбл: Island, Teen Island, RBMG, Schoolboy - Формати: CD, LP, цифрове завантаження, потокове відтворення | 1                        | 1                        | 7                        | 4                        | 7                        | 4                        | 1                        | 17                       | 3                        | 1                        | - США: 3.330.000                                                | - MC: 3× Платиновий - ARIA: 3× Платиновий - BPI: 2× Платиновий - RIAA: 3× Платиновий - RMNZ: 2× Платиновий                                                                     |
| Under the Mistletoe | - Випущено: 1 листопада 2011 - Лейбл: Island, RBMG, Schoolboy - Формати: CD, цифрове завантаження                                       | 1                        | 6                        | 2                        | 14                       | 21                       | 10                       | 7                        | 5                        | 13                       | 1                        | - США: 1.510.000                                                | - MC: 3× Платиновий - ARIA: Платиновий - BPI: Золотий - IFPI DEN: 2× Платиновий - IFPI SWE: Золотий - RIAA: Платиновий                                                         |
| Believe             | - Випущено: 15 червня 2012 - Лейбл: Island, RBMG, Schoolboy - Формати: CD, LP, цифрове завантаження                                     | 1                        | 1                        | 1                        | 3                        | 3                        | 2                        | 1                        | 1                        | 1                        | 1                        | - США: 1.610.000                                                | - MC: 2× Платиновий - ARIA: Платиновий - BPI: Золотий - BVMI: Золотий - IFPI DEN: Золотий - IFPI SWE: Платиновий - RIAA: 3× Платиновий - RMNZ: Золотий                         |
| Purpose             | - Випущено: 13 листопада 2015 - Лейбл: Def Jam, RBMG, Schoolboy - Формати: CD, CD+DVD, цифрове завантаження, LP, касета                 | 1                        | 1                        | 1                        | 8                        | 3                        | 1                        | 1                        | 1                        | 2                        | 1                        | - Канада: 227.000 - Велика Британія: 1.200.000 - США: 1.900.000 | - MC: 4× Платиновий - ARIA: 3× Платиновий - BPI: 4× Платиновий - BVMI: Золотий - IFPI DEN: 8× Платиновий - IFPI SWE: 3× Платиновий - RIAA: 4× Платиновий - RMNZ: 2× Платиновий |
| Changes             | - Випущено: 14 лютого 2020 - Лейбл: Def Jam, RBMG, Schoolboy - Формати: CD, цифрове завантаження, потокове відтворення                  | 1                        | 2                        | 3                        | 9                        | 4                        | 1                        | 2                        | 1                        | 1                        | 1                        | - США: 126.000                                                  | - MC: Золотий - IFPI DEN: Золотий - RMNZ: Золотий |

### Реміксові альбоми
| Назва                                                                      | Деталі | Найвищі позиції в чартах | Найвищі позиції в чартах | Найвищі позиції в чартах | Найвищі позиції в чартах | Найвищі позиції в чартах | Найвищі позиції в чартах | Найвищі позиції в чартах | Найвищі позиції в чартах | Найвищі позиції в чартах | Найвищі позиції в чартах | Сертифікації                                                           |
| Назва                                                                      | Деталі | CAN                      | AUS                      | DEN                      | FRA                      | GER                      | IRL                      | NZ                       | SWI                      | UK                       | US                       | Сертифікації                                                           |
| -------------------------------------------------------------------------- | --- | ------------------------ | ------------------------ | ------------------------ | ------------------------ | ------------------------ | ------------------------ | ------------------------ | ------------------------ | ------------------------ | ------------------------ | ---------------------------------------------------------------------- |
| My Worlds Acoustic                                                         | - Випущено: 26 листопада 2010 - Лейбл: Island, Teen Island, RBMG, Schoolboy - Формати: CD, цифрове завантаження | 4                        | —                        | —                        | —                        | —                        | —                        | —                        | —                        | —                        | 7                        | - MC: Платиновий                                                       |
| Never Say Never: The Remixes                                               | - Випущено: 14 лютого 2011 - Лейбл: Island, Teen Island, RBMG, Schoolboy - Формати: CD, цифрове завантаження    | 1                        | 15                       | 25                       | 71                       | 72                       | 10                       | 14                       | 61                       | 17                       | 1                        | - MC: Платиновий - RIAA: Платиновий                                    |
| Believe Acoustic                                                           | - Випущено: 29 січня 2013 - Лейбл: Island, RBMG, Schoolboy - Формати: CD, цифрове завантаження                  | 1                        | 2                        | 3                        | 7                        | 36                       | 3                        | 2                        | 3                        | 5                        | 1                        | - MC: Платиновий - BPI: Золотий - IFPI DEN: Платиновий - RIAA: Золотий |
| "—" означає, що реліз не увійшов до чарту або не виходив на цій території. | |                          |                          |                          |                          |                          |                          |                          |                          |                          |                          |                                                                        |

### Компіляційні альбоми
| My Worlds: The Collection                                                  | - Випущено: 19 листопада 2010 - Лейбл: Island, Teen Island, RBMG, Schoolboy - Формати: CD, цифрове завантаження | —  | 12 | —   | —  | 27 | —  | - IFPI DEN: 2× Платиновий - IFPI SWE: Золотий |
| Journals                                                                   | - Випущено: 23 грудня 2013 - Лейбл: Island, RBMG, Schoolboy - Формати: LP, цифрове завантаження                 | 35 | 2  | 174 | 64 | —  | 46 | - IFPI DEN: Золотий                           |
| The Best                                                                   | - Випущено: 27 лютого 2019 - Лейбл: Def Jam - Формати: CD, CD + DVD                                             | —  | —  | —   | —  | —  | —  |                                               |
| "—" означає, що реліз не увійшов до чарту або не виходив на цій території. | |    |    |     |    |    |    |                                               |

## Мініальбоми
| Назва                                                                      | Деталі | Найвищі позиції в чартах | Найвищі позиції в чартах | Найвищі позиції в чартах | Найвищі позиції в чартах | Найвищі позиції в чартах | Найвищі позиції в чартах | Найвищі позиції в чартах | Найвищі позиції в чартах | Найвищі позиції в чартах | Продажі         | Сертифікації                                                                                       |
| Назва                                                                      | Деталі | CAN                      | AUS                      | DEN                      | FRA                      | GER                      | IRL                      | SWE                      | UK                       | US                       | Продажі         | Сертифікації                                                                                       |
| -------------------------------------------------------------------------- | --- | ------------------------ | ------------------------ | ------------------------ | ------------------------ | ------------------------ | ------------------------ | ------------------------ | ------------------------ | ------------------------ | --------------- | -------------------------------------------------------------------------------------------------- |
| My World                                                                   | - Випущено: 17 листопада 2009 - Лейбл: Island, Teen Island, RBMG, Schoolboy - Формати: CD, цифрове завантаження | 1                        | 79                       | 7                        | 2                        | 18                       | 11                       | 17                       | 4                        | 5                        | - US: 1,080,000 | - MC: 2× Платиновий - BPI: 2× Платиновий - BVMI: Платиновий - IFPI SWE: Золотий - RIAA: Платиновий |
| R&Bieber                                                                   | - Випущено: 24 березня 2020 - Лейбл: Def Jam - Формати: Цифрове завантаження                                    | —                        | —                        | —                        | —                        | —                        | —                        | —                        | —                        | —                        |                 | |
| Work From Home                                                             | - Випущено: 26 березня 2020 - Лейбл: Def Jam - Формати: Цифрове завантаження                                    | —                        | —                        | —                        | —                        | —                        | —                        | —                        | —                        | —                        |                 | |
| Biebs and Chill                                                            | - Випущено: 31 березня 2020 - Лейбл: Def Jam - Формати: Цифрове завантаження                                    | —                        | —                        | —                        | —                        | —                        | —                        | —                        | —                        | —                        |                 | |
| Couple Goals                                                               | - Випущено: 2 квітня 2020 - Лейбл: Def Jam - Формати: Цифрове завантаження                                      | —                        | —                        | —                        | —                        | —                        | —                        | —                        | —                        | —                        |                 | |
| Party                                                                      | - Випущено: 7 квітня 2020 - Лейбл: Def Jam - Формати: Цифрове завантаження                                      | —                        | —                        | —                        | —                        | —                        | —                        | —                        | —                        | —                        |                 | |
| Hailey's Favs                                                              | - Випущено: 9 квітня 2020 - Лейбл: Def Jam - Формати: Цифрове завантаження                                      | —                        | —                        | —                        | —                        | —                        | —                        | —                        | —                        | —                        |                 | |
| "—" означає, що реліз не увійшов до чарту або не виходив на цій території. | |                          |                          |                          |                          |                          |                          |                          |                          |                          |                 | |

## Сингли

### Як провідний виконавець
| "One Time"                                                                 | 2009 | 12 | 23 | —  | 13  | 14 | 31 | 6  | 55 | 11  | 17 | - MC: Платиновий - ARIA: Платиновий - BPI: Срібний - RIAA: 5× Платиновий - RMNZ: Золотий | My World                                     |
| "One Less Lonely Girl"                                                     | 2009 | 10 | 68 | —  | 9   | 22 | 9  | —  | —  | 62  | 16 | - MC: Золотий - RIAA: 3× Платиновий | My World                                     |
| "Baby" (за участі Ludacris)                                                | 2010 | 3  | 3  | 13 | 1   | 22 | 7  | 4  | 25 | 3   | 5  | - MC: 2× Платиновий - ARIA: 2× Платиновий - BPI: Платиновий - IFPI DEN: Золотий - RIAA: 12× Платиновий - RMNZ: Платиновий                                                                             | My World 2.0                                 |
| "Eenie Meenie" (із Шона Кінгстона)                                         | 2010 | 14 | 11 | —  | —   | 60 | 12 | 5  | 52 | 9   | 15 | - MC: Золотий - ARIA: Платиновий - BPI: Золотий - RIAA: Платиновий - RMNZ: Платиновий | My World 2.0                                 |
| "Somebody to Love"                                                         | 2010 | 10 | 20 | —  | 17  | 16 | 33 | 12 | 54 | 33  | 15 | - BPI: Срібний - RIAA: Платиновий | My World 2.0                                 |
| "U Smile"                                                                  | 2010 | 17 | 65 | —  | —   | —  | —  | 30 | —  | 98  | 27 | | My World 2.0                                 |
| "Never Say Never" (за участі Джейдена Сміта)                               | 2010 | 11 | 17 | —  | 93  | —  | 22 | 20 | —  | 34  | 8  | - MC: Платиновий - ARIA: Платиновий - BPI: Срібний - RIAA: 5× Платиновий - RMNZ: Золотий | The Karate Kid                               |
| "Pray"                                                                     | 2010 | —  | 94 | —  | 14  | 51 | —  | 18 | —  | 112 | 61 | | My Worlds Acoustic                           |
| "Mistletoe"                                                                | 2011 | 9  | 20 | 7  | 76  | 28 | 16 | 11 | 9  | 21  | 11 | - MC: Платиновий - BPI: Золотий - IFPI DEN: Платиновий - RIAA: 2× Платиновий - RMNZ: Золотий | Under the Mistletoe                          |
| "All I Want for Christmas Is You (SuperFestive!)" (із Мераєю Кері)         | 2011 | 61 | —  | —  | —   | —  | —  | —  | —  | 148 | 86 | | Under the Mistletoe                          |
| "Boyfriend"                                                                | 2012 | 1  | 5  | 10 | 17  | 16 | 9  | 2  | 7  | 2   | 2  | - MC: 3× Платиновий - ARIA: 2× Платиновий - BPI: Золотий - BVMI: Золотий - IFPI DEN: Золотий - IFPI SWE: Золотий - RIAA: 6× Платиновий - RMNZ: Платиновий                                             | Believe                                      |
| "Turn to You (Mother's Day Dedication)"                                    | 2012 | 22 | 25 | —  | 79  | —  | 27 | 18 | —  | 39  | 60 | | Неальбомний сингл                            |
| "As Long as You Love Me" (за участі Big Sean)                              | 2012 | 9  | 8  | 6  | 48  | 38 | 28 | 6  | 23 | 22  | 6  | - MC: 2× Платиновий - ARIA: 2× Платиновий - BPI: Золотий - BVMI: Золотий - IFPI DEN: Золотий - IFPI SWE: Золотий - RIAA: 4× Платиновий - RMNZ: Золотий                                                | Believe                                      |
| "Beauty and a Beat" (за участі Нікі Мінаж)                                 | 2012 | 4  | 9  | 30 | 28  | 53 | 20 | 6  | 23 | 16  | 5  | - MC: 3× Платиновий - ARIA: 4× Платиновий - BPI: Золотий - RMNZ: Платиновий - RIAA: 2× Платиновий | Believe                                      |
| "Right Here" (за участі Дрейка)                                            | 2013 | —  | —  | —  | —   | —  | —  | —  | —  | —   | 95 | | Believe                                      |
| "All Around the World" (за участі Ludacris)                                | 2013 | 10 | 34 | 7  | 63  | 53 | 31 | 15 | 41 | 30  | 22 | - MC: Платиновий - RIAA: Платиновий | Believe                                      |
| "Heartbreaker"                                                             | 2013 | 15 | 30 | 1  | 26  | 32 | 12 | 21 | 47 | 14  | 13 | | Journals                                     |
| "All That Matters"                                                         | 2013 | 14 | 41 | 1  | 40  | 46 | 14 | 37 | —  | 20  | 24 | | Journals                                     |
| "Hold Tight"                                                               | 2013 | 23 | 48 | 1  | 46  | 56 | 21 | —  | —  | 28  | 29 | - RIAA: Золотий | Journals                                     |
| "Wait for a Minute" (із Tyga)                                              | 2013 | 47 | 74 | 6  | 103 | 63 | 42 | —  | —  | 41  | 68 | - RIAA: Золотий | Неальбомний сингл                            |
| "Recovery"                                                                 | 2013 | 30 | 63 | 5  | 56  | 50 | 25 | —  | —  | 28  | 41 | | Journals                                     |
| "Bad Day"                                                                  | 2013 | 26 | 54 | 1  | 54  | 66 | 25 | —  | —  | 31  | 53 | | Journals                                     |
| "All Bad"                                                                  | 2013 | 26 | 60 | 2  | 55  | 61 | 24 | —  | —  | 34  | 50 | | Journals                                     |
| "PYD" (за участі R. Kelly)                                                 | 2013 | 32 | 56 | 4  | 62  | 64 | 29 | —  | —  | 30  | 54 | | Journals                                     |
| "Roller Coaster"                                                           | 2013 | 24 | 58 | 1  | 70  | 69 | 31 | —  | —  | 37  | 47 | | Journals                                     |
| "Change Me"                                                                | 2013 | 34 | 59 | 2  | 84  | 67 | 33 | —  | —  | 39  | 59 | | Journals                                     |
| "Confident" (за участі Chance the Rapper)                                  | 2013 | 29 | 53 | 1  | 88  | 61 | —  | —  | —  | 33  | 41 | - RIAA: Платиновий - BPI: Срібний | Journals                                     |
| "Home to Mama" (із Коді Сімпсона)                                          | 2014 | —  | —  | —  | —   | —  | —  | —  | 57 | —   | —  | - IFPI DEN: Золотий | Purpose                                      |
| "Where Are Ü Now" (із Jack Ü)                                              | 2015 | 5  | 3  | 8  | 24  | 33 | 9  | 3  | 6  | 3   | 8  | - MC: 2× Платиновий - ARIA: 2× Платиновий - BPI: 2× Платиновий - BVMI: Золотий - IFPI DEN: 2× Платиновий* - IFPI SWE: Платиновий - RIAA: 4× Платиновий - RMNZ: 3× Платиновий - SNEP: Платиновий       | Skrillex and Diplo Present Jack Ü та Purpose |
| "What Do You Mean?"                                                        | 2015 | 1  | 1  | 1  | 3   | 4  | 1  | 1  | 1  | 1   | 1  | - MC: 6× Платиновий - ARIA: 5× Платиновий - BPI: 3× Платиновий - BVMI: Платиновий - IFPI DEN: 3× Платиновий - IFPI SWE: 8× Платиновий - RIAA: 6× Платиновий - RMNZ: 4× Платиновий - SNEP: Платиновий  | Purpose                                      |
| "Sorry"                                                                    | 2015 | 1  | 2  | 1  | 4   | 3  | 1  | 1  | 1  | 1   | 1  | - MC: 7× Платиновий - ARIA: 7× Платиновий - BPI: 4× Платиновий - BVMI: Платиновий - IFPI DEN: 4× Платиновий - IFPI SWE: 8× Платиновий - RIAA: 8× Платиновий - RMNZ: 5× Платиновий - SNEP: Діамантовий | Purpose                                      |
| "Love Yourself"                                                            | 2015 | 1  | 1  | 1  | 4   | 3  | 1  | 1  | 1  | 1   | 1  | - MC: 7× Платиновий - ARIA: 6× Платиновий - BPI: 4× Платиновий - BVMI: 3× Золотий - IFPI DEN: 5× Платиновий - IFPI SWE: 9× Платиновий - RIAA: 7× Платиновий - RMNZ: 5× Платиновий                     | Purpose                                      |
| "Company"                                                                  | 2016 | 38 | 34 | 25 | 181 | —  | 30 | 18 | 35 | 25  | 53 | - ARIA: Платиновий - BPI: Золотий - IFPI DEN: Платиновий - IFPI SWE: Золотий - RIAA: Платиновий - RMNZ: Платиновий                                                                                    | Purpose                                      |
| "Friends" (із BloodPop)                                                    | 2017 | 4  | 2  | 1  | 8   | 4  | 4  | 2  | 2  | 2   | 20 | - MC: 2× Платиновий - ARIA: 2× Платиновий - BPI: Платиновий - BVMI: Платиновий - IFPI DEN: Платиновий - IFPI SWE: Золотий - RIAA: Платиновий - RMNZ: Золотий                                          | Неальбомний сингл                            |
| "I Don't Care" (із Едом Шираном)                                           | 2019 | 2  | 1  | 1  | 7   | 2  | 1  | 2  | 1  | 1   | 2  | - MC: 6× Платиновий - ARIA: 3× Платиновий - BPI: 2× Платиновий - BVMI: Золотий - IFPI DEN: 2× Платиновий - IFPI SWE: 3× Платиновий - RIAA: 2× Платиновий - RMNZ: 2× Платиновий - SNEP: Платиновий     | No.6 Collaborations Project                  |
| "Bad Guy (Remix)" (із Біллі Айліш)                                         | 2019 | —  | —  | —  | —   | —  | —  | —  | 25 | —   | —  | | Неальбомний сингл                            |
| "10,000 Hours" (із Dan + Shay)                                             | 2019 | 2  | 4  | 8  | —   | 47 | 17 | 5  | 13 | 17  | 4  | - MC: 3× Платиновий - ARIA: 2× Платиновий - BPI: Срібний - IFPI DEN: Золотий - RIAA: 2× Платиновий - RMNZ: Золотий                                                                                    | В очікуванні                                 |
| "Yummy"                                                                    | 2020 | 3  | 4  | 2  | 21  | 15 | 8  | 1  | 6  | 5   | 2  | - MC: 2× Платиновий - ARIA: Платиновий - BPI: Срібний - IFPI DEN: Золотий - RIAA: Платиновий - RMNZ: Платиновий - SNEP: Золотий                                                                       | Changes                                      |
| "Intentions" (за участі Quavo)                                             | 2020 | 4  | 2  | 4  | 58  | 23 | 7  | 1  | 9  | 8   | 8  | - MC: 2× Платиновий - BPI: Золотий - IFPI DEN: Золотий - RIAA: Платиновий - RMNZ: Платиновий | Changes                                      |
| "Forever" (за участі Post Malone та Clever)                                | 2020 | 20 | 29 | 17 | 111 | 56 | 23 | 32 | 10 | 29  | 24 | | Changes                                      |
| "Stuck with U" (із Аріаною Ґранде)                                         | 2020 | 1  | 3  | 5  | 29  | 19 | 2  | 1  | 8  | 4   | 1  | | Неальбомний сингл                            |
| "—" означає, що реліз не увійшов до чарту або не виходив на цій території. |      |    |    |    |     |    |    |    |    |     |    | |                                              |

### Сингли, за участі Бібера
| Назва                                                                                      | Рік  | Найвищі позиції в чартах | Найвищі позиції в чартах | Найвищі позиції в чартах | Найвищі позиції в чартах | Найвищі позиції в чартах | Найвищі позиції в чартах | Найвищі позиції в чартах | Найвищі позиції в чартах | Найвищі позиції в чартах | Найвищі позиції в чартах | Сертифікації | Альбом                            |
| Назва                                                                                      | Рік  | CAN                      | AUS                      | DEN                      | FRA                      | GER                      | IRL                      | NZ                       | SWE                      | UK                       | US                       | Сертифікації | Альбом                            |
| ------------------------------------------------------------------------------------------ | ---- | ------------------------ | ------------------------ | ------------------------ | ------------------------ | ------------------------ | ------------------------ | ------------------------ | ------------------------ | ------------------------ | ------------------------ | --- | --------------------------------- |
| "We Are the World 25 for Haiti" (як частина Artists for Haiti)                             | 2010 | 7                        | 18                       | 10                       | —                        | —                        | 9                        | 8                        | —                        | 50                       | 2                        | | Неальбомний сингл                 |
| "Wavin' Flag" (як частина Young Artists for Haiti)                                         | 2010 | 1                        | —                        | —                        | —                        | —                        | —                        | —                        | —                        | 89                       | —                        | - MC: 3× Платиновий | Неальбомний сингл                 |
| "Next to You" (Кріс Браун за участі Джастіна Бібера)                                       | 2011 | 36                       | 22                       | 20                       | —                        | 28                       | 21                       | 11                       | —                        | 14                       | 26                       | - ARIA: Платиновий - BPI: Золотий - RIAA: Платиновий | F.A.M.E.                          |
| "Live My Life" (Far East Movement за участі Джастіна Бібера)                               | 2012 | 4                        | 14                       | 17                       | 37                       | 8                        | 6                        | 15                       | 13                       | 7                        | 21                       | - ARIA: Платиновий | Dirty Bass                        |
| "#thatPOWER" (will.i.am за участі Джастіна Бібера)                                         | 2013 | 6                        | 6                        | 19                       | 11                       | 7                        | 5                        | 16                       | 3                        | 2                        | 17                       | - ARIA: Платиновий - BPI: Золотий - BVMI: Золотий - IFPI SWE: Платиновий - RMNZ: Золотий | #willpower                        |
| "Lolly" (Maejor Ali за участі Juicy J та Джастіна Бібера)                                  | 2013 | 27                       | 98                       | 8                        | 119                      | —                        | —                        | —                        | 57                       | 56                       | 19                       | | Неальбомний сингл                 |
| "Cold Water" (Major Lazer за участі Джастіна Бібера та MØ)                                 | 2016 | 1                        | 1                        | 2                        | 2                        | 2                        | 1                        | 1                        | 1                        | 1                        | 2                        | - MC: 3× Платиновий - ARIA: 4× Платиновий - BPI: 2× Платиновий - BVMI: Платиновий - IFPI DEN: 3× Платиновий - RIAA: 4× Платиновий - RMNZ: Платиновий - SNEP: Платиновий                            | Major Lazer Essentials            |
| "Let Me Love You" (DJ Snake за участі Джастіна Бібера)                                     | 2016 | 4                        | 2                        | 3                        | 1                        | 1                        | 2                        | 3                        | 2                        | 2                        | 4                        | - MC: Платиновий - ARIA: 4× Платиновий - BPI: Платиновий - BVMI: 2× Платиновий - IFPI DEN: 2× Платиновий - IFPI SWE: 5× Платиновий - RIAA: 4× Платиновий - RMNZ: 2× Платиновий - SNEP: Діамантовий | Encore                            |
| "Deja Vu" (Post Malone за участі Джастіна Бібера)                                          | 2016 | 43                       | —                        | —                        | 151                      | —                        | —                        | —                        | —                        | 63                       | 75                       | - MC: 2× Платиновий - ARIA: Платиновий - BPI: Срібний - RIAA: Платиновий | Stoney                            |
| "Despacito" (Ремікс) (Луїс Фонсі та Дедді Янкі за участі Джастіна Бібера)                  | 2017 | 1                        | 1                        | 1                        | —                        | —                        | —                        | 1                        | 1                        | 1                        | 1                        | - MC: Діамантовий - ARIA: 6× Платиновий - BPI: 5× Платиновий - BVMI: Золотий - IFPI DEN: 5× Платиновий - IFPI SWE: 8× Платиновий - RMNZ: 3× Платиновий - RIAA: 13× Платиновий                      | Vida                              |
| "I'm the One" (DJ Khaled за участі Джастіна Бібера, Quavo, Chance the Rapper та Lil Wayne) | 2017 | 1                        | 1                        | 2                        | 11                       | 4                        | 2                        | 1                        | 2                        | 1                        | 1                        | - MC: 5× Платиновий - ARIA: 5× Платиновий - BPI: 2× Платиновий - BVMI: Платиновий - IFPI DEN: Платиновий - IFPI SWE: 3× Платиновий - RIAA: 7× Платиновий - RMNZ: Платиновий - SNEP: Золотий        | Grateful                          |
| "2U" (Девід Гетта за участі Джастіна Бібера)                                               | 2017 | 4                        | 2                        | 2                        | 3                        | 3                        | 5                        | 4                        | 2                        | 5                        | 16                       | - MC: 2× Платиновий - ARIA: 3× Платиновий - BPI: Платиновий - BVMI: Платиновий - IFPI DEN: Платиновий - RIAA: Платиновий - RMNZ: Золотий - SNEP: Платиновий                                        | 7                                 |
| "Hard 2 Face Reality" (Poo Bear за участі Джастіна Бібера та Джея Електроніки)             | 2018 | 78                       | —                        | 23                       | —                        | —                        | —                        | —                        | 59                       | —                        | —                        | | Poo Bear Presents Bearthday Music |
| "No Brainer" (DJ Khaled за участі Джастіна Бібера, Chance the Rapper та Quavo)             | 2018 | 5                        | 6                        | 1                        | 22                       | 15                       | 4                        | 2                        | 4                        | 3                        | 5                        | - MC: Платиновий - ARIA: 2× Платиновий - BPI: Золотий - IFPI DEN: Золотий - RIAA: 2× Платиновий - RMNZ: Платиновий                                                                                 | Father of Asahd                   |
| "Love Thru the Computer" (Gucci Mane за участі Джастіна Бібера)                            | 2019 | —                        | —                        | —                        | —                        | —                        | —                        | —                        | —                        | —                        | —                        | | Delusions of Grandeur             |
| "Don't Check on Me" (Кріс Браун за участі Джастіна Бібера та INK)                          | 2019 | 48                       | 20                       | 23                       | —                        | 93                       | 40                       | 13                       | 52                       | 29                       | 67                       | - ARIA: Золотий | Indigo                            |
| "—" означає, що реліз не увійшов до чарту або не виходив на цій території.                 |      |                          |                          |                          |                          |                          |                          |                          |                          |                          |                          | |                                   |

Примітки
- 1: Для отримання найвищої позиції в чарті використовуються дані у поєднанні з оригінальною версією.

### Промосингли
| Назва                                                                       | Рік  | Найвищі позиції в чартах | Найвищі позиції в чартах | Найвищі позиції в чартах | Найвищі позиції в чартах | Найвищі позиції в чартах | Найвищі позиції в чартах | Найвищі позиції в чартах | Найвищі позиції в чартах | Найвищі позиції в чартах | Найвищі позиції в чартах | Сертифікації                                                                                                 | Альбом              |
| Назва                                                                       | Рік  | CAN                      | AUS                      | DEN                      | FRA                      | IRL                      | NOR                      | NZ                       | SWE                      | UK                       | US                       | Сертифікації                                                                                                 | Альбом              |
| --------------------------------------------------------------------------- | ---- | ------------------------ | ------------------------ | ------------------------ | ------------------------ | ------------------------ | ------------------------ | ------------------------ | ------------------------ | ------------------------ | ------------------------ | --- | ------------------- |
| "Love Me"                                                                   | 2009 | 12                       | 65                       | —                        | —                        | —                        | —                        | —                        | —                        | 71                       | 37                       | | My World            |
| "Favorite Girl"                                                             | 2009 | 15                       | 92                       | —                        | —                        | —                        | —                        | —                        | —                        | 76                       | 26                       | - RIAA: Золотий                                                                                              | My World            |
| "Never Let You Go"                                                          | 2010 | 14                       | 67                       | —                        | —                        | —                        | —                        | 16                       | —                        | 84                       | 21                       | | My World 2.0        |
| "The Christmas Song (Chestnuts Roasting on an Open Fire)" (за участі Ашера) | 2011 | 59                       | 58                       | 27                       | —                        | —                        | 16                       | —                        | —                        | 91                       | 58                       | | Under the Mistletoe |
| "Die in Your Arms"                                                          | 2012 | 14                       | 31                       | 9                        | 63                       | 28                       | 6                        | 21                       | —                        | 34                       | 17                       | | Believe             |
| "I'll Show You"                                                             | 2015 | 8                        | 16                       | 8                        | 57                       | 14                       | 9                        | 5                        | 12                       | 15                       | 19                       | - ARIA: Золотий - BPI: Золотий - IFPI DEN: Золотий - IFPI SWE: Платиновий - RIAA: Платиновий - RMNZ: Золотий | Purpose             |
| "Get Me" (за участі Кейлані)                                                | 2020 | 48                       | 61                       | —                        | —                        | 58                       | —                        | —                        | 80                       | 61                       | 93                       | | Changes             |
| "—" означає, що реліз не увійшов до чарту або не виходив на цій території.  |      |                          |                          |                          |                          |                          |                          |                          |                          |                          |                          | |                     |

## Інші пісні
| Назва                                                                      | Рік  | Найвищі позиції в чартах | Найвищі позиції в чартах | Найвищі позиції в чартах | Найвищі позиції в чартах | Найвищі позиції в чартах | Найвищі позиції в чартах | Найвищі позиції в чартах | Найвищі позиції в чартах | Найвищі позиції в чартах | Найвищі позиції в чартах | Сертифікації                                                           | Альбом                       |
| Назва                                                                      | Рік  | CAN                      | AUS                      | DEN                      | FRA                      | IRL                      | NOR                      | NZ                       | SWE                      | UK                       | US                       | Сертифікації                                                           | Альбом                       |
| -------------------------------------------------------------------------- | ---- | ------------------------ | ------------------------ | ------------------------ | ------------------------ | ------------------------ | ------------------------ | ------------------------ | ------------------------ | ------------------------ | ------------------------ | ---------------------------------------------------------------------- | ---------------------------- |
| "Down to Earth"                                                            | 2009 | 61                       | —                        | —                        | —                        | —                        | —                        | —                        | —                        | 149                      | 79                       | - RIAA: Золотий                                                        | My World                     |
| "Bigger"                                                                   | 2009 | 78                       | —                        | —                        | —                        | —                        | —                        | —                        | —                        | 162                      | 94                       |                                                                        | My World                     |
| "First Dance" (за участі Ашера)                                            | 2009 | 88                       | —                        | —                        | —                        | —                        | —                        | —                        | —                        | 156                      | 99                       |                                                                        | My World                     |
| "Common Denominator"                                                       | 2009 | 72                       | —                        | —                        | —                        | —                        | —                        | —                        | —                        | 166                      | —                        |                                                                        | My World                     |
| "Stuck in the Moment"                                                      | 2010 | —                        | —                        | —                        | —                        | —                        | —                        | —                        | —                        | 151                      | —                        |                                                                        | My World 2.0                 |
| "Overboard" (за участі Джессіки Жаррель)                                   | 2010 | —                        | —                        | —                        | —                        | —                        | —                        | —                        | —                        | 182                      | —                        |                                                                        | My World 2.0                 |
| "Up"                                                                       | 2010 | —                        | —                        | —                        | —                        | —                        | —                        | —                        | —                        | —                        | —                        |                                                                        | My World 2.0                 |
| "That Should Be Me"                                                        | 2010 | 99                       | —                        | —                        | —                        | —                        | —                        | —                        | —                        | 179                      | 92                       |                                                                        | My World 2.0                 |
| "Kiss and Tell"                                                            | 2010 | —                        | 78                       | —                        | —                        | —                        | —                        | —                        | —                        | —                        | —                        |                                                                        | My World 2.0                 |
| "Born to Be Somebody"                                                      | 2011 | 56                       | —                        | —                        | —                        | —                        | —                        | —                        | —                        | —                        | 74                       |                                                                        | Never Say Never: The Remixes |
| "Drummer Boy" (за участі Busta Rhymes)                                     | 2011 | 89                       | —                        | —                        | —                        | —                        | —                        | —                        | —                        | —                        | 86                       |                                                                        | Under the Mistletoe          |
| "Be Alright"                                                               | 2012 | —                        | —                        | —                        | —                        | —                        | —                        | —                        | —                        | —                        | —                        |                                                                        | Believe                      |
| "Believe"                                                                  | 2012 | 100                      | —                        | —                        | —                        | —                        | —                        | —                        | —                        | —                        | —                        |                                                                        | Believe                      |
| "Beautiful" (Карлі Рей Джепсен та Джастін Бібер)                           | 2012 | 37                       | 48                       | 37                       | 184                      | 87                       | —                        | —                        | —                        | 68                       | 87                       |                                                                        | Kiss                         |
| "Boyfriend" (Acoustic)                                                     | 2013 | —                        | —                        | —                        | —                        | —                        | —                        | —                        | —                        | —                        | —                        |                                                                        | Believe Acoustic             |
| "As Long as You Love Me" (Acoustic)                                        | 2013 | —                        | —                        | —                        | 108                      | —                        | —                        | —                        | 40                       | —                        | 98                       |                                                                        | Believe Acoustic             |
| "Beauty and a Beat" (Acoustic)                                             | 2013 | —                        | —                        | —                        | —                        | —                        | —                        | —                        | 48                       | —                        | —                        |                                                                        | Believe Acoustic             |
| "Take You" (Acoustic)                                                      | 2013 | —                        | —                        | —                        | —                        | —                        | —                        | —                        | —                        | —                        | —                        |                                                                        | Believe Acoustic             |
| "Fall" (Live)                                                              | 2013 | —                        | —                        | —                        | —                        | —                        | —                        | —                        | —                        | —                        | —                        |                                                                        | Believe Acoustic             |
| "I Would"                                                                  | 2013 | —                        | —                        | —                        | —                        | —                        | —                        | —                        | 59                       | 198                      | —                        |                                                                        | Believe Acoustic             |
| "Nothing Like Us"                                                          | 2013 | 43                       | 73                       | 39                       | 193                      | —                        | 11                       | —                        | 21                       | 68                       | 59                       |                                                                        | Believe Acoustic             |
| "Backpack" (за участі Lil Wayne)                                           | 2014 | —                        | —                        | 27                       | —                        | —                        | —                        | —                        | —                        | 171                      | —                        |                                                                        | Journals                     |
| "What's Hatnin'" (за участі Future)                                        | 2014 | —                        | —                        | 36                       | —                        | —                        | —                        | —                        | —                        | 193                      | —                        |                                                                        | Journals                     |
| "One Life"                                                                 | 2014 | —                        | —                        | 34                       | —                        | —                        | —                        | —                        | —                        | —                        | —                        |                                                                        | Journals                     |
| "Swap It Out"                                                              | 2014 | —                        | —                        | 30                       | —                        | —                        | —                        | —                        | —                        | —                        | —                        |                                                                        | Journals                     |
| "Memphis" (за участі Big Sean)                                             | 2014 | —                        | —                        | 31                       | —                        | —                        | —                        | —                        | —                        | —                        | —                        |                                                                        | Journals                     |
| "Mark My Words"                                                            | 2015 | 29                       | 49                       | 24                       | —                        | 32                       | 25                       | 22                       | 25                       | 33                       | 42                       | - BPI: Срібний - IFPI DEN: Золотий - IFPI SWE: Золотий - RIAA: Золотий | Purpose                      |
| "No Pressure" (за участі Big Sean)                                         | 2015 | 44                       | 60                       | —                        | —                        | 44                       | —                        | 28                       | 53                       | 38                       | 49                       | - BPI: Срібний - RIAA: Золотий                                         | Purpose                      |
| "No Sense" (за участі Тревіса Скотта)                                      | 2015 | 42                       | —                        | —                        | 198                      | 59                       | —                        | 36                       | 63                       | 50                       | 54                       | - RIAA: Золотий                                                        | Purpose                      |
| "The Feeling" (за участі Halsey)                                           | 2015 | 25                       | 22                       | 33                       | 163                      | 31                       | 32                       | 20                       | 34                       | 34                       | 31                       | - BPI: Срібний - IFPI SWE: Золотий - RIAA: Золотий                     | Purpose                      |
| "Life Is Worth Living"                                                     | 2015 | 49                       | —                        | —                        | —                        | 65                       | 37                       | —                        | 55                       | 61                       | 67                       | - RIAA: Золотий - IFPI DEN: Золотий                                    | Purpose                      |
| "Children"                                                                 | 2015 | 47                       | 52                       | —                        | 161                      | 40                       | 29                       | 31                       | 42                       | 44                       | 74                       | - IFPI SWE: Золотий                                                    | Purpose                      |
| "Purpose"                                                                  | 2015 | 30                       | 40                       | 25                       | 143                      | 38                       | 14                       | 26                       | 22                       | 41                       | 43                       | - BPI: Срібний - IFPI DEN: Золотий - IFPI SWE: Золотий - RIAA: Золотий | Purpose                      |
| "Been You"                                                                 | 2015 | 61                       | —                        | —                        | —                        | 66                       | —                        | —                        | 60                       | 63                       | 81                       |                                                                        | Purpose                      |
| "Get Used to It"                                                           | 2015 | 73                       | —                        | —                        | —                        | 87                       | —                        | —                        | 92                       | 77                       | 90                       |                                                                        | Purpose                      |
| "We Are" (за участі Nas)                                                   | 2015 | 69                       | —                        | —                        | —                        | —                        | —                        | —                        | 95                       | 74                       | 88                       |                                                                        | Purpose                      |
| "Trust"                                                                    | 2015 | 80                       | —                        | —                        | —                        | —                        | —                        | —                        | —                        | 88                       | 98                       |                                                                        | Purpose                      |
| "All in It"                                                                | 2015 | 94                       | —                        | —                        | —                        | —                        | —                        | —                        | —                        | 91                       | —                        |                                                                        | Purpose                      |
| "Juke Jam" (Chance the Rapper за участі Джастіна Бібера та Товкіо)         | 2016 | —                        | —                        | —                        | —                        | —                        | —                        | —                        | —                        | —                        | —                        |                                                                        | Coloring Book                |
| "All Around Me"                                                            | 2020 | 69                       | —                        | —                        | —                        | —                        | —                        | —                        | —                        | —                        | 100                      |                                                                        | Changes                      |
| "Habitual"                                                                 | 2020 | 65                       | —                        | —                        | —                        | —                        | —                        | —                        | —                        | —                        | 98                       |                                                                        | Changes                      |
| "Come Around Me"                                                           | 2020 | 61                       | —                        | —                        | —                        | —                        | —                        | —                        | —                        | —                        | 86                       |                                                                        | Changes                      |
| "Available"                                                                | 2020 | 83                       | —                        | —                        | —                        | —                        | —                        | —                        | —                        | —                        | —                        |                                                                        | Changes                      |
| "Running Over" (за участі Lil Dicky)                                       | 2020 | 84                       | —                        | —                        | —                        | —                        | —                        | —                        | —                        | —                        | —                        |                                                                        | Changes                      |
| "Second Emotion" (за участі Тревіса Скотта)                                | 2020 | 76                       | —                        | —                        | —                        | —                        | —                        | —                        | —                        | —                        | —                        |                                                                        | Changes                      |
| "Changes"                                                                  | 2020 | 88                       | —                        | —                        | —                        | —                        | —                        | —                        | —                        | —                        | —                        |                                                                        | Changes                      |
| "Confirmation"                                                             | 2020 | 96                       | —                        | —                        | —                        | —                        | —                        | —                        | —                        | —                        | —                        |                                                                        | Changes                      |
| "—" означає, що реліз не увійшов до чарту або не виходив на цій території. |      |                          |                          |                          |                          |                          |                          |                          |                          |                          |                          |                                                                        |                              |

## Участь у піснях інших артистів
| Назва                                        | Рік  | Інший артист                     | Альбом                       |
| -------------------------------------------- | ---- | -------------------------------- | ---------------------------- |
| "Rich Girl"                                  | 2010 | Soulja Boy                       | Best Rapper                  |
| "Won't Stop"                                 | 2011 | Шон Кінгстон                     | King of Kingz                |
| "Ladies Love Me"                             | 2011 | Кріс Браун                       | Boy in Detention             |
| "Trust Issues (Remix)"                       | 2011 | Дрейк                            | Н/Д                          |
| "Thinkin Bout You"                           | 2011 | Джейден Сміт                     | Н/Д                          |
| "Happy New Year"                             | 2012 | Джейден Сміт                     | Н/Д                          |
| "Love Me Like You Do (Remix)"                | 2012 | Джейден Сміт                     | Н/Д                          |
| "Actin' Up"                                  | 2013 | Ашер Рот, Rye Rye, Кріс Браун    | The Greenhouse Effect Vol. 2 |
| "Slave to the Rhythm"                        | 2013 | Майкл Джексон                    | Н/Д                          |
| "Twerk"                                      | 2013 | Lil Twist, Майлі Сайрус          | Н/Д                          |
| "The Intro"                                  | 2013 | DJ Tay James                     | We Know the DJ Radio, Vol. 3 |
| "Gas Pedal (Remix)"                          | 2013 | Sage the Gemini, Iamsu!          | We Know the DJ Radio, Vol. 4 |
| "Broken"                                     | 2014 | Блейк Келлі                      | We Know the DJ Radio, Vol. 4 |
| "Foreign (пісня Трея Сонгза)Foreign (Remix)" | 2014 | Трей Сонгз                       | Trigga                       |
| "Time for Bed"                               | 2014 | Халіл                            | A Long Story Short           |
| "Playtime"                                   | 2014 | Халіл                            | A Long Story Short           |
| "Why You Mad? (Infinity Remix)"              | 2015 | Мерая Кері, French Montana, T.I. | Н/Д                          |
| "Maria I'm Drunk"                            | 2015 | Тревіс Скотт, Young Thug         | Rodeo                        |
| "Future"                                     | 2015 | Халіл, Кейлані                   | Н/Д                          |
| "Earth"                                      | 2019 | Lil Dicky                        | Н/Д                          |

## Виноски
1. ↑  На деяких територіях My World 2.0 вийшов як My Worlds (2010) — перевидання дебютного мініальбому Бібера My Worlds (2009) разом із треками з My World 2.0 - і таким чином увійшов до чартів спільно з My World.
2. ↑  Канадські показники продажів Purpose станом на січень 2016 року.[25]
3. ↑  Показники продажів Purpose для Великої Британії станом на червень 2016 року.[26]
4. ↑  Показники продажів Purpose для США станом на 29 грудня 2016 року.[27][28]
5. ↑  "Hard 2 Face Reality" не увійшов до чарту NZ Top 40 Singles Chart, але досяг п'ятої сходинки в чарті NZ Heatseeker Singles Chart.[130]
6. ↑  "Hard 2 Face Reality" не увійшов до чарту Billboard Hot 100, але досяг шостої сходинки в чарті Bubbling Under Hot 100.[131]
7. ↑  "Get Me" не увійшов до чарту NZ Top 40 Singles Chart[en], але досяг четвертої сходинки чарту NZ Hot Singles Chart.[149]
8. ↑  "Stuck in the Moment" не увійшов до чарту Billboard Hot 100, але досяг 24 сходинки чарту Bubbling Under Hot 100 Singles chart, який розширює чарт Billboard Hot 100 на 25 пісень.
9. ↑  "Up" не увійшов до чарту Billboard Hot 100, але досяг 25 сходинки чарту Bubbling Under Hot 100 Singles chart, який розширює чарт Billboard Hot 100 на 25 пісень.
10. ↑  "Be Alright" не увійшов до чарту Billboard Hot 100, але досяг 12 сходинки чарту Bubbling Under Hot 100 Singles chart, який розширює чарт Billboard Hot 100 на 25 пісень.
11. ↑  "Believe" не увійшов до чарту Billboard Hot 100, але досяг 13 сходинки чарту Bubbling Under Hot 100 Singles chart, який розширює чарт Billboard Hot 100 на 25 пісень.
12. ↑  "Boyfriend" (Acoustic) не увійшов до чарту Billboard Hot 100, але досяг 16 сходинки чарту Bubbling Under Hot 100 Singles chart, який розширює чарт Billboard Hot 100 на 25 пісень.
13. ↑  "Take You" (Acoustic) не увійшов до чарту Billboard Hot 100, але досяг 7 сходинки чарту Bubbling Under Hot 100 Singles chart, який розширює чарт Billboard Hot 100 на 25 пісень.
14. ↑  "Fall" (Live) не увійшов до чарту Billboard Hot 100, але досяг 18 сходинки чарту Bubbling Under Hot 100 Singles chart, який розширює чарт Billboard Hot 100 на 25 пісень.
15. ↑  "I Would" не увійшов до чарту Billboard Hot 100, але досяг 10 сходинки чарту Bubbling Under Hot 100 Singles chart, який розширює чарт Billboard Hot 100 на 25 пісень.
16. ↑  "Life Is Worth Living" не увійшов до чарту NZ Top 40 Singles Chart, але досяг 2 сходинки чарту NZ Heatseekers chart.[156]
17. ↑  "Been You" не увійшов до чарту NZ Top 40 Singles Chart, але досяг 5 сходинки чарту NZ Heatseekers chart.[156]
18. ↑  "Juke Jam" не увійшов до чарту Billboard Hot 100, але досяг 5 сходинки чарту Bubbling Under Hot 100 Singles.[159]
19. ↑  "All Around Me" не увійшов до чарту Swedish Singellista Chart, але досяг шостої сходинки чарту Swedish Heatseeker Chart.[160]
20. ↑  "Habitual" не увійшов до чарту NZ Top 40 Singles Chart, але досяг шостої сходинки чарту NZ Hot Singles Chart.[161]
21. ↑  "Habitual" не увійшов до чарту Swedish Singellista Chart, але досяг сьомої сходинки чарту Swedish Heatseeker Chart.[160]
22. ↑  "Come Around Me" не увійшов до чарту NZ Top 40 Singles Chart, але досяг п'ятої сходинки чарту NZ Hot Singles Chart.[161]
23. ↑  "Come Around Me" не увійшов до чарту Swedish Singellista Chart, але досяг дев'ятої сходинки чарту Swedish Heatseeker Chart.[160]
24. ↑  "Available" не увійшов до чарту Billboard Hot 100, але досяг восьомої сходинки чарту Bubbling Under Hot 100 Singles chart, який розширює чарт Billboard Hot 100 на 25 пісень.[131]
25. ↑  "Running Over" не увійшов до чарту Billboard Hot 100, але досяг шостої сходинки чарту Bubbling Under Hot 100 Singles chart, який розширює чарт Billboard Hot 100 на 25 пісень.[131]
26. ↑  "Second Emotion" не увійшов до чарту Billboard Hot 100, але досяг сьомої сходинки чарту Bubbling Under Hot 100 Singles chart, який розширює чарт Billboard Hot 100 на 25 пісень.[131]
27. ↑  "Changes" не увійшов до чарту Billboard Hot 100, але досяг 20 сходинки чарту Bubbling Under Hot 100 Singles chart, який розширює чарт Billboard Hot 100 на 25 пісень.[131]
28. ↑  "Confirmation" не увійшов до чарту Billboard Hot 100, але досяг 24 сходинки чарту Bubbling Under Hot 100 Singles chart, який розширює чарт Billboard Hot 100 на 25 пісень.[131]